# Franz Stadler (Zauberkünstler)

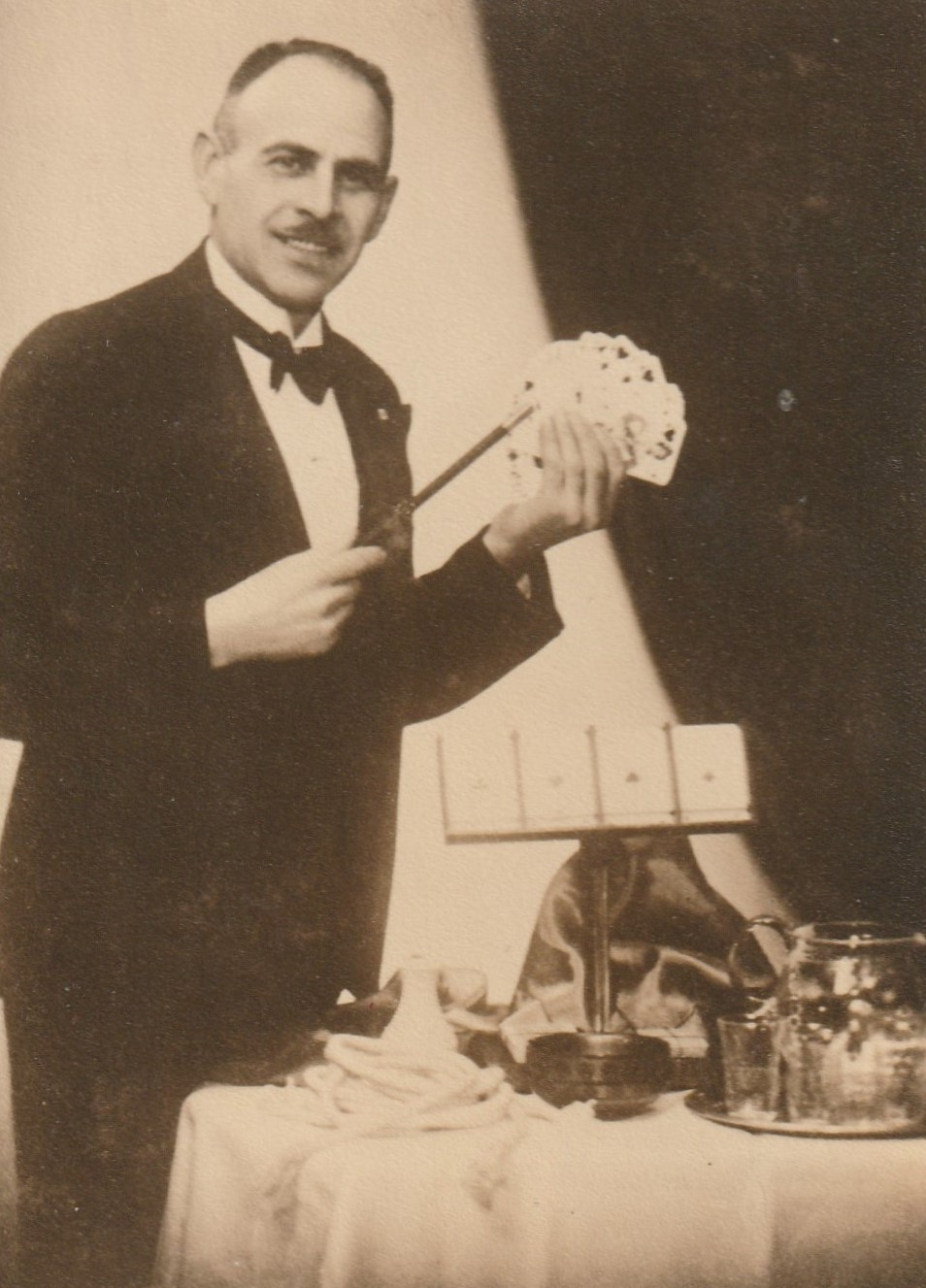
Franz Stadler (1942)

Franz Stadler (* 12. Januar 1898 in Wien; † 22. März 1999 ebenda) war ein österreichischer Zauberkünstler und Ehrenmitglied des Zauberklubs Magischer Klub Wien. Stadler hat im Laufe seines Lebens insgesamt vor etwa einer Viertelmillion Zusehern gezaubert – v. a. durch seine Militärjahre bei Fronttheater, wo er über 500 Vorstellungen gab.

## Biografie
Geboren wurde  Stadler als Sohn des Eisenbahners Anton Stadler und dessen Frau Rosina. Im Alter von sieben Jahren verlor er die Mutter, der Vater heiratete ein zweites Mal. Die neue Familie lebte in ärmlichen Verhältnissen und zog schließlich nach Böhmen.
Stadler lernte tschechisch und musste nach sieben Schuljahren die Schule verlassen und eine kaufmännische Lehre beginnen.
1916 Einberufung und Transport an die Front in Rumänien und Ungarn. Nach Verlegung an die italienische Front 1918 geriet er kurz vor Kriegsende in Gefangenschaft. Nach einem Jahr Feldarbeit (und dem Erlernen der italienischen Sprache) kehrte er 1920 nach Wien zurück.
1921 erfolgte der Beginn des Polizeidienstes. 1922 heiratete er seine Verlobte Anna Vesely, 1930 wurde Tochter Gertrude geboren.
In den Jahren der ersten Republik kam er in Kontakt zu Zauberkünstlern (nachdem Stadler schon als Knabe Rechenkunststücke einstudiert hatte) und magischen Zirkeln und wurde schließlich in die „Vereinigung für magische Kunst Wien“ aufgenommen, bald danach in den Verein Magischer Klub Wien.

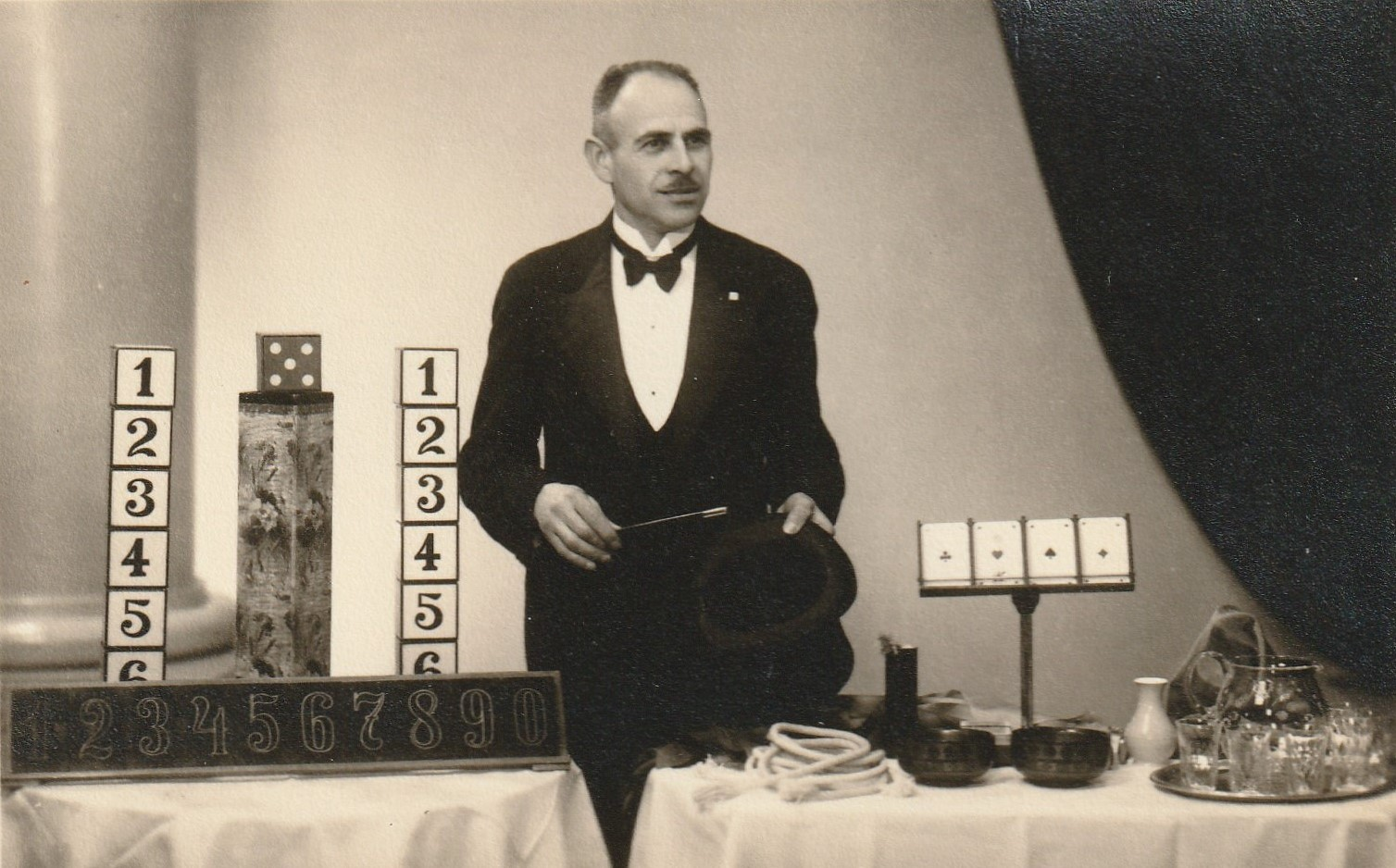
Franz Stadler zaubert bei Fronttheater (1942)

Bei Ausbruch des Zweiten Weltkrieges wurde Stadler auf Grund seines künstlerischen Werdeganges zur Truppenbetreuung „Fronttheater“ abkommandiert. Die oftmaligen Aufforderungen, der NSDAP beizutreten, hatte er trotz Repressalien nicht befolgt (Eintrag im Personalakt: „Politisch unzuverlässig“).
Seine Fronttheatergruppe „Ostermann“ spielte sich durch den Nordosten Europas.
Zu Kriegsende kam Stadler in russische Gefangenschaft und sah sich schon nach Sibirien verschickt, konnte aber durch seine Zauberkunst die Militärs überzeugen, kein Spion zu sein: „Pokaschi fokusi - zeig uns Zauberei“ schrieb er in seinen Lebenserinnerungen.
Zurück in Wien trat Stadler den Polizeidienst wieder an und als Zauberer bei privaten Festen und Feiern auf. Er arbeitete freiberuflich in der „Zauberklingl“ (ehemals bekanntes Geschäft für Zauberutensilien in der Führichgasse 4, Wien) bis zum 80. Lebensjahr.
In einem Seniorenheim feierte er am 12. Jänner 1998 seinen 100. Geburtstag, u. a. gewürdigt durch die ORF-Sendung „Seitenblicke“ für sein Lebenswerk.
Bis zu seinem Tod 1999 blieb Stadler in diesem Heim. Sein magisches Erbe übernahm sein Enkel Rainer M. Bertl.

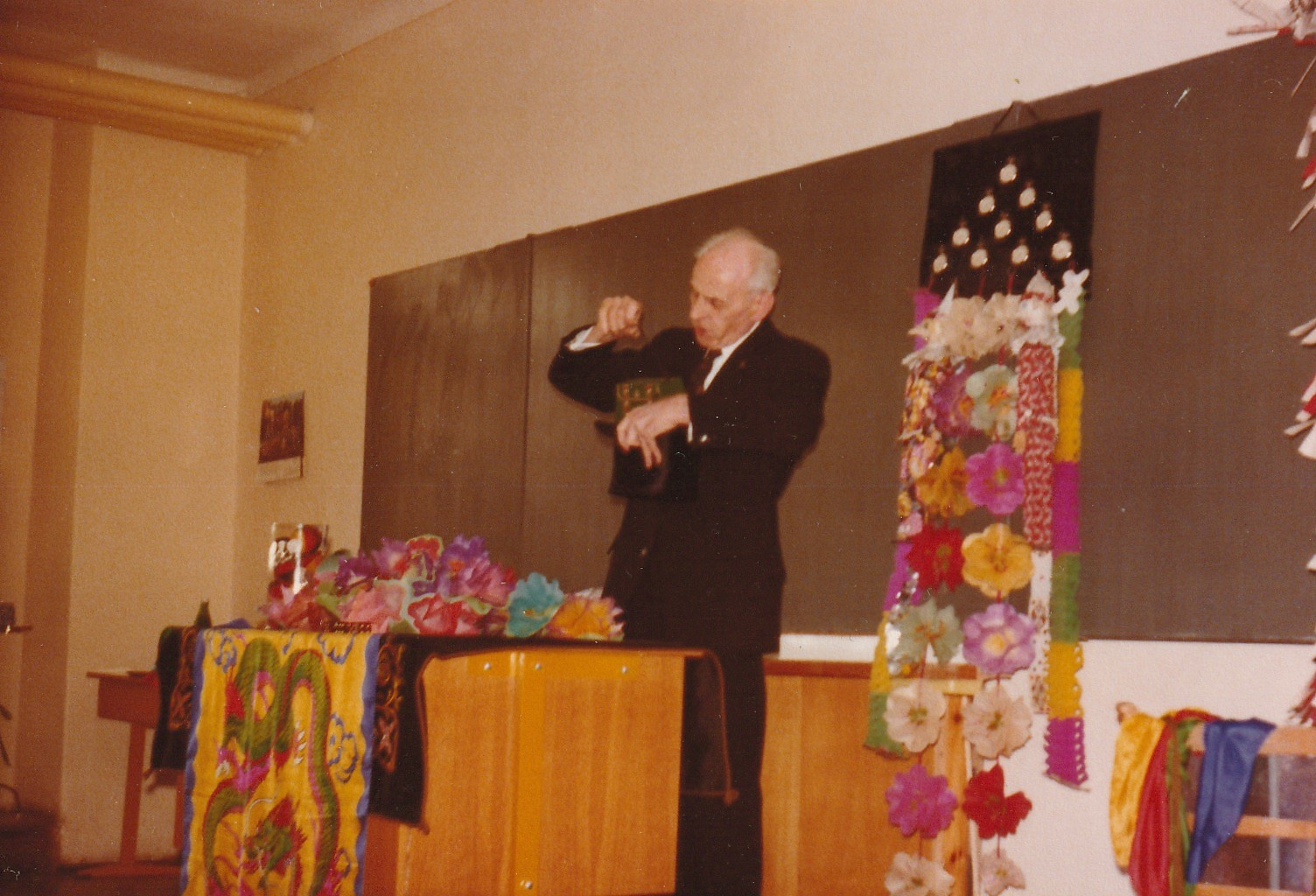
Franz Stadler beim Langenlois Fest Christi Himmelfahrt (1978)

## Künstlerischer Weg
Sein magisches Repertoire umfasste Bühnen- und Salonmagie sowie das Zaubern für Kinder. Er trat in Pfarren, Klöstern, Kirchengemeinschaften auf und auch bei Jugendveranstaltungen der Sozialistischen Partei.
Er zauberte auf Bühnen wie dem Varieté Ronacher, dem Renaissancetheater, den Sofiensälen.
Seinem Publikum blieben v. a. seine mathematischen Kunststücke in Erinnerung: „Der lebende Kalender“, aber auch der „Ring in der Semmel“, die „Riesenkartenkunst“, der „Ewig gefüllte Zylinderhut“ oder das „Wasser-Tinte-Märchen“.
Daneben gab es auch Fernsehauftritte (u. a. bei Vera Russwurm) und mehrere Zeitungsberichte. In jungen Jahren gab es auch einen Kurzauftritt als Polizist im Film Der dritte Mann.

## Nachweise
1. ↑  Programmhefte 1 und 2, handschriftliche Aufzeichnungen F. Stadler (jede Vorstellung chronologisch mit Bemerkungen)
2. ↑  Zeitungsausschnitt „Spiel für Kameraden“ vom 15. Mai 1942
3. ↑  „Dokumentation lebensgeschichtlicher Aufzeichnungen“, Universität Wien, 1993, Institut f. Wirtschafts- und Sozialgeschichte, 1010 Wien
4. ↑  ORF „Seitenblicke“ ausgestrahlt im Februar 1998